# Pterolophia trichofera
Pterolophia trichofera là một loài bọ cánh cứng trong họ Cerambycidae.